# 幸田町立豊坂小学校
幸田町立豊坂小学校（こうたちょうりつ とよさかしょうがっこう）は愛知県額田郡幸田町野場にある公立の小学校。

## 概要
- 野場、永野、須美、六栗、上六栗、桐山が校区であり、公立中学校に進学する場合は、野場、永野、須美が幸田町立幸田中学校、六栗、上六栗、桐山は幸田町立南部中学校に進学する。
- 旧・幡豆郡豊坂村の小学校であった。

## 沿革
- 1872年（明治5年）8月15日 - 郷学校として六栗村に六栗学校が開校する。野崎村、永井村、須美村、野場村、六栗村、上六栗村、桐山村、逆川村の児童が通学する。
- 1873年（明治6年）
  - 1月 - 学制により六栗義校に改称する。
  - 10月 - 第8中学区第72・73・74番小学区知新学校に改称する。
  - 11月 - 須美村が第8中学区第72・73・74番小学区知新学校から離脱し、第8中学区第75番小学区須美学校を開校する。
- 1874年（明治7年）6月 - 知新学校が須美学校を統合する。須美学校は知新学校須美分教場となる。
- 1876年（明治9年）5月8日 - 第8中学区第12番小学六栗学校に改称する。
- 1877年（明治10年）4月6日 - 野場村に六栗学校野場分教場が設置される。
- 1879年（明治12年）4月2日 -
  - 野場分教場が独立し、野場学校となる。校区は野場村、永野村。
  - 須美分教場が独立し、須美学校となる。校区は須美村。
  - 逆川村に六栗学校逆川分教場を設置する。
- 1882年（明治15年）2月4日 - 野場学校が須美学校を統合する。須美学校は野場学校須美分教場となる。
- 1887年（明治20年）4月 -
  - 六栗学校は尋常小学六栗学校に改称する。校区は六栗村、上六栗村。
  - 六栗学校逆川分教場は簡易小学逆川学校（尋常小学六栗学校の分教場扱い）となる。校区は逆川村。
  - 野場学校は尋常小学野場学校に改称する。校区は野場村、永野村。
  - 野場学校須美分教場は尋常小学野場学校須美分教場に改称する。校区は須美村。
- 1889年（明治22年）10月1日 -
  - 須美村、永野村、野場村、六栗村が合併し、松坂村が発足。
  - 上六栗村、桐山村、逆川村が合併し、豊国村が発足。
- 1892年（明治25年）10月1日 -
  - 尋常小学六栗学校は松坂村六栗尋常小学校に改称する。校区は松坂村の六栗。
  - 尋常小学野場学校は松坂村野場尋常小学校に改称する。校区は松坂村の野場、永野。
  - 尋常小学野場学校須美分教場は独立し、松坂村須美尋常小学校となる。校区は松坂村の須美。
  - 簡易小学逆川学校を廃止し、豊国村豊国尋常小学校が開校する。校区は豊国村全域。
- 1904年（明治37年） - 六栗尋常小学校に補習科を設置する。
- 1906年（明治39年）
  - 10月1日 - 松坂村と豊国村が合併し、豊坂村が発足。
  - 12月2日 - 六栗尋常小学校、野場尋常小学校、須美尋常小学校、豊国尋常小学校を統合し、豊坂尋常小学校となる。本校は旧・野場尋常小学校校舎を使用する。旧・須美尋常小学校校舎で須美分教場、旧・豊国尋常小学校で桐山分教場を設置する。
- 1907年（明治40年）4月1日 - 補習科を廃止。高等科を設置し、豊坂尋常高等小学校に改称する。
- 1909年（明治42年）9月1日 - 現在地に統合校舎が完成する。
- 1916年（大正5年）4月1日 - 須美分教場を廃止する。
- 1920年（大正9年） - 農業補習学校を併設する。
- 1924年（大正13年）12月 - 校舎を増築する。
- 1926年（大正15年）
  - 4月1日 - 逆川地区を幸田村の深溝尋常高等小学校へ委託する。
  - 6月 - 青年訓練所を併設する。
- 1927年（昭和2年）3月31日 - 校舎を増築する。桐山分教場を廃止する。
- 1933年（昭和8年）9月13日 - 校舎を増築する。
- 1941年（昭和16年）4月1日 - 豊坂国民学校に改称する。
- 1947年（昭和22年）4月1日 - 豊坂村立豊坂小学校に改称する。
- 1954年（昭和29年）8月1日 - 額田郡幸田町（こうだちょう）と幡豆郡豊坂村が合併し、額田郡幸田町（こうたちょう）となる。同時に幸田町立豊坂小学校に改称する。深溝小学校に委託していた逆川地区が正式に深溝小学校校区になる。
- 1955年（昭和30年）4月 - 学校統合で中学校区が幸田中学になる。
- 1972年（昭和47年） - 新校舎（鉄筋コンクリート造）が完成する。
- 1977年（昭和52年） - 特別教室が完成する。
- 1983年（昭和58年）4月 - 幸田町立南部中学校が開校して校区の南部が南部中学校区になり、豊坂小学校は幸田中学校校区と南部中学校校区に跨ることとなる。
- 2020年（令和2年）3月 - 増築校舎が完成する（予定）[1]。

## 交通アクセス
- 東海道本線幸田駅下車、徒歩約20分。
- えこたんバス中ルート、東西ルート「まどかの郷」バス停より徒歩約3分。

## 周辺施設
- 幸田町立幸田中学校
- 幸田町立中央小学校
- 幸田町立荻谷小学校
- 豊坂保育園
- 幸田町役場
- 幸田駅
- 日軽エムシーアルミ幸田工場